# 입자 방사선
입자 방사선(Particle radiation)은 빠르게 움직이는 아원자 입자를 통해 에너지가 방출되는 것이다. 입자 방사선은 광선빔과 유사하게 입자가 모두 같은 방향으로 움직이는 경우 입자선이라고 한다.
파동-입자 이중성으로 인해 움직이는 모든 입자도 파동 특성을 갖는다. 에너지가 높은 입자는 입자 특성을 더 쉽게 나타내고, 에너지가 낮은 입자는 파동 특성을 더 쉽게 나타낸다.

## 같이 보기
- 가이거 계수기
- 원자력공학
- 핵물리학
- 입자 가속기
- 물리학
- 방사선
- 방사선 치료
- 방사성 붕괴